# Kolonialregementet i Havanna
Kolonialregementet i Havanna (Regimiento de Infantería Fijo de la Habana) var ett spanskt infanteriförband vilket hade sin huvudförläggningsort i Havanna på Kuba 1515-1898. Det tillhörde los Cuerpos Fijos, de i kolonierna permanent stationerade truppförbanden, till skillnad från los Cuerpos Expedicionarios vilka utgjorde ifrån moderlandet utsända förband som för en kortare eller längre tid var stationerade i kolonierna.

## Organisation

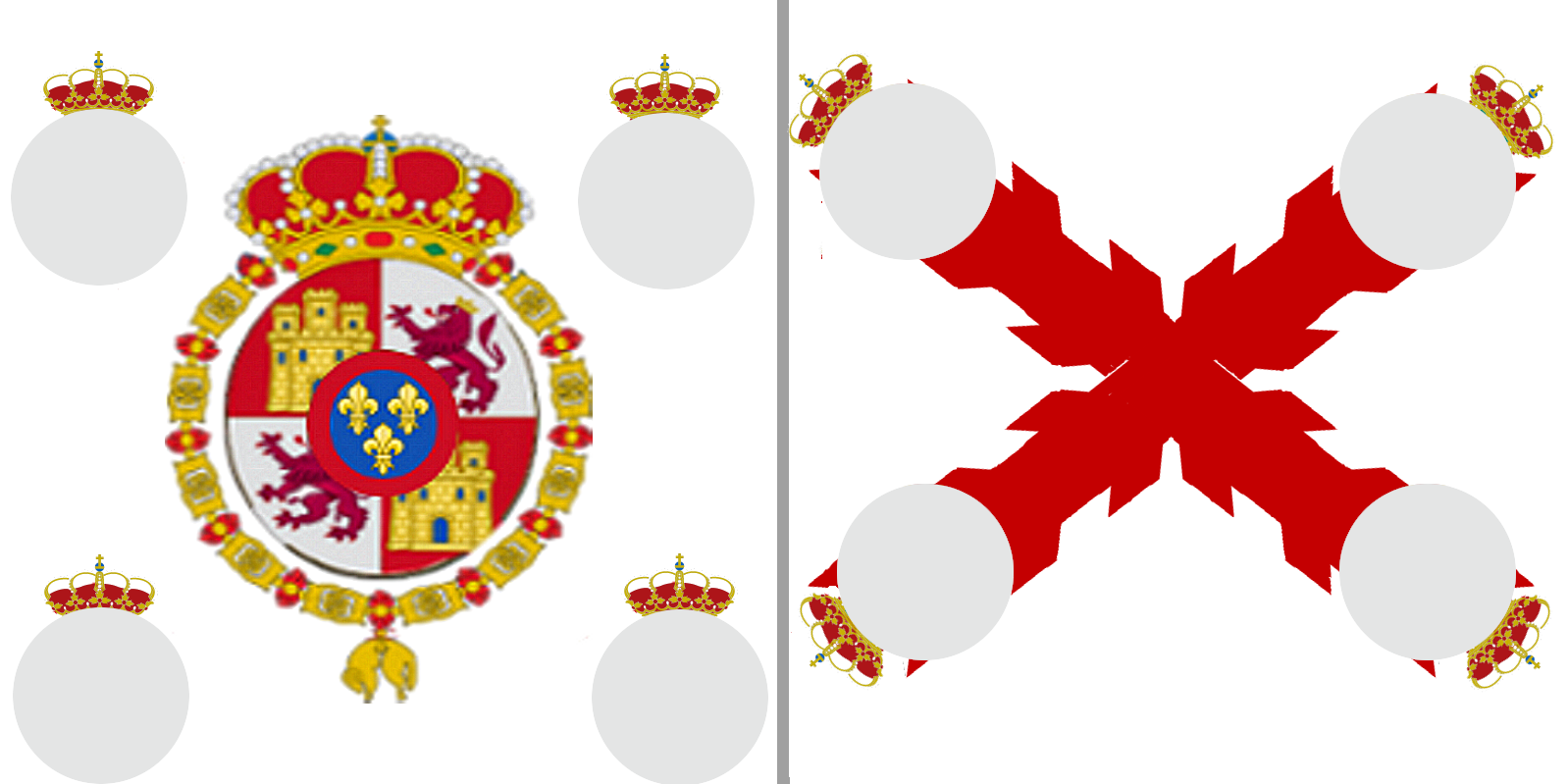
Modell för livfana (till vänster) och bataljonsfana (till höger) enligt 1768 års spanska fanreglemente. Regementets heraldiska vapen bars där de grå ovalerna är markerade.

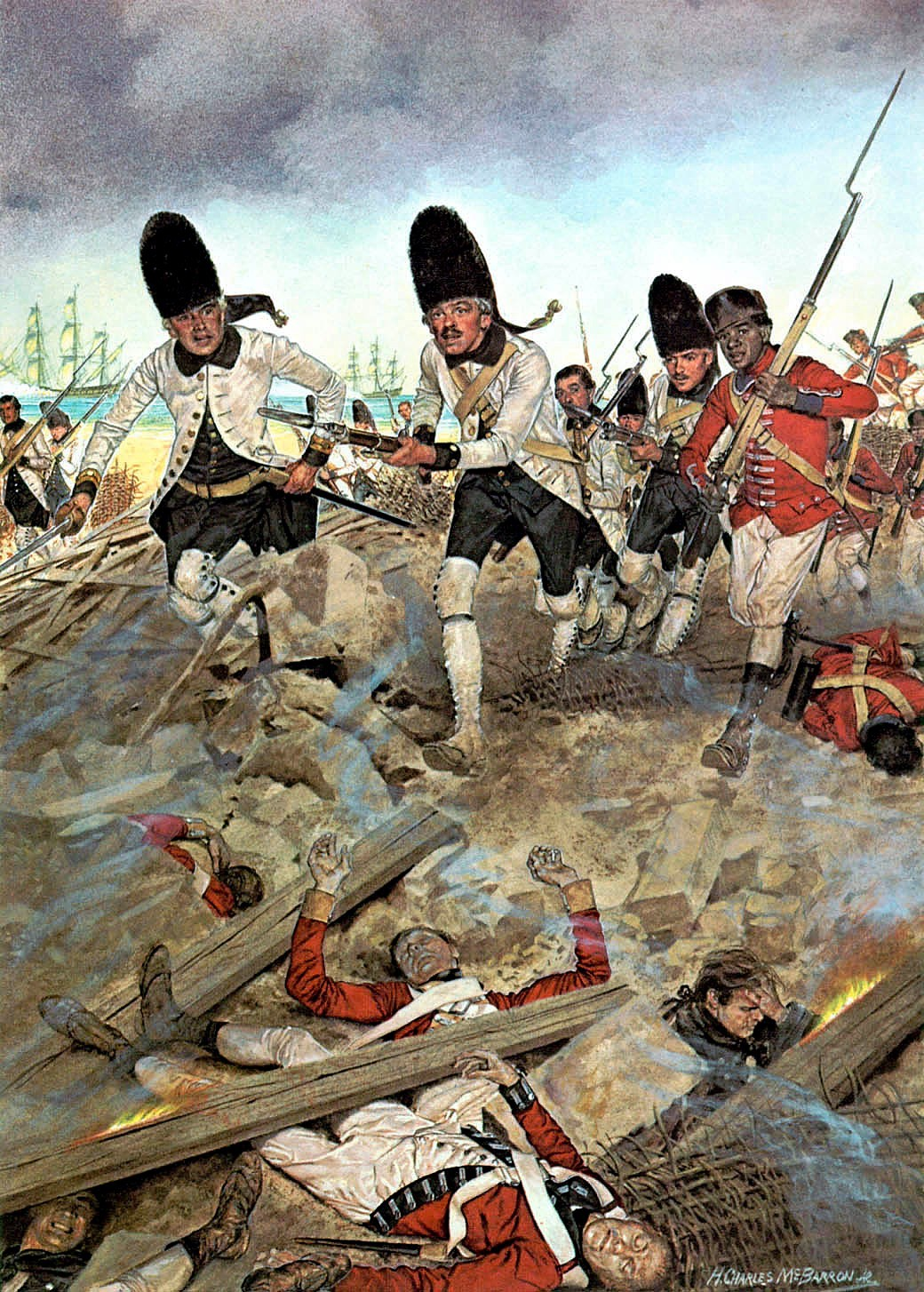
Spanska trupper stormade och tog Pensacola från britterna 1781 under det amerikanska frihetskriget.
Målning av H. Charles McBarron, Jr. (1902–1992).

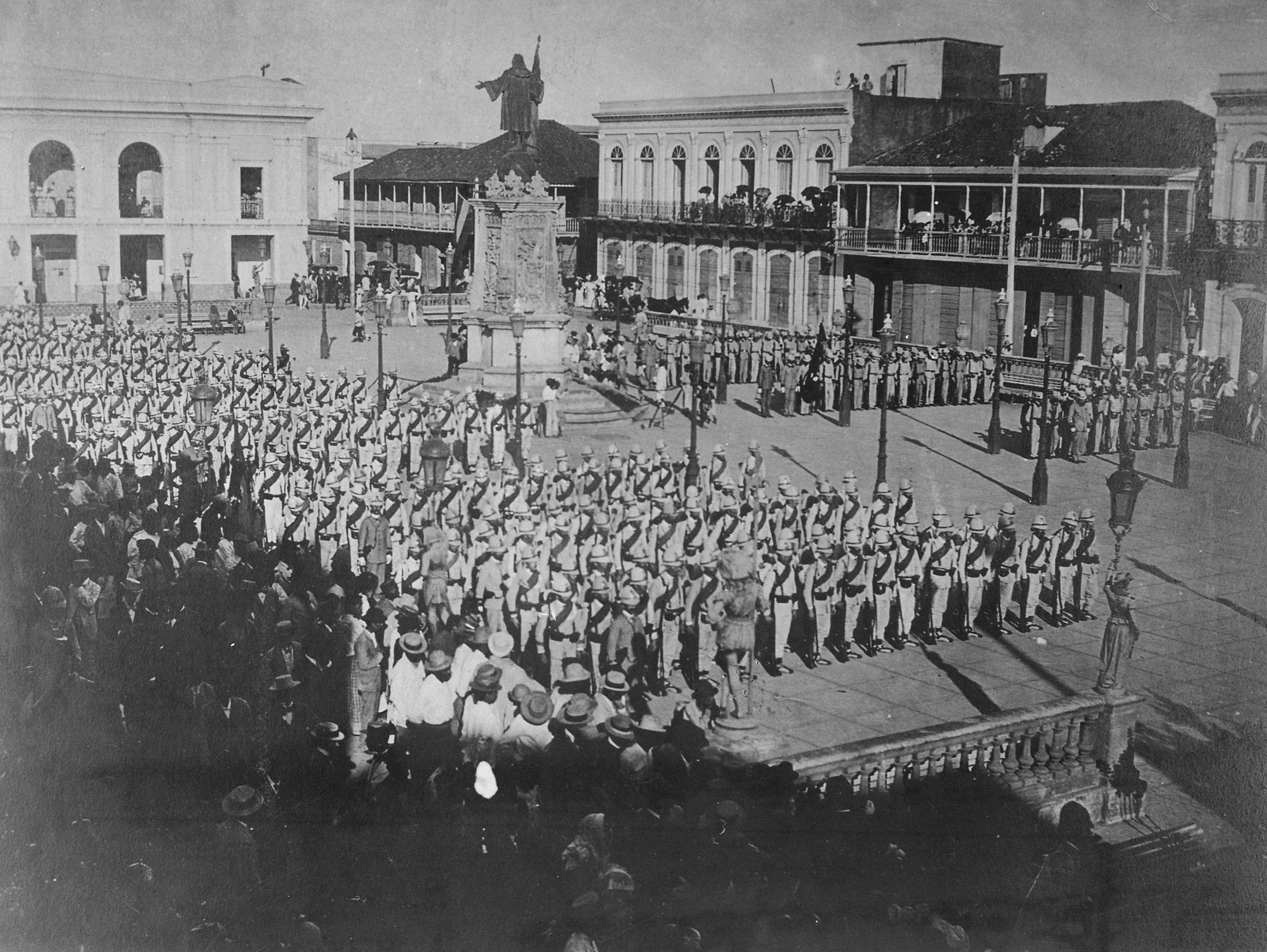
Spanska trupper uppställda under spansk-amerikanska kriget, 1898.

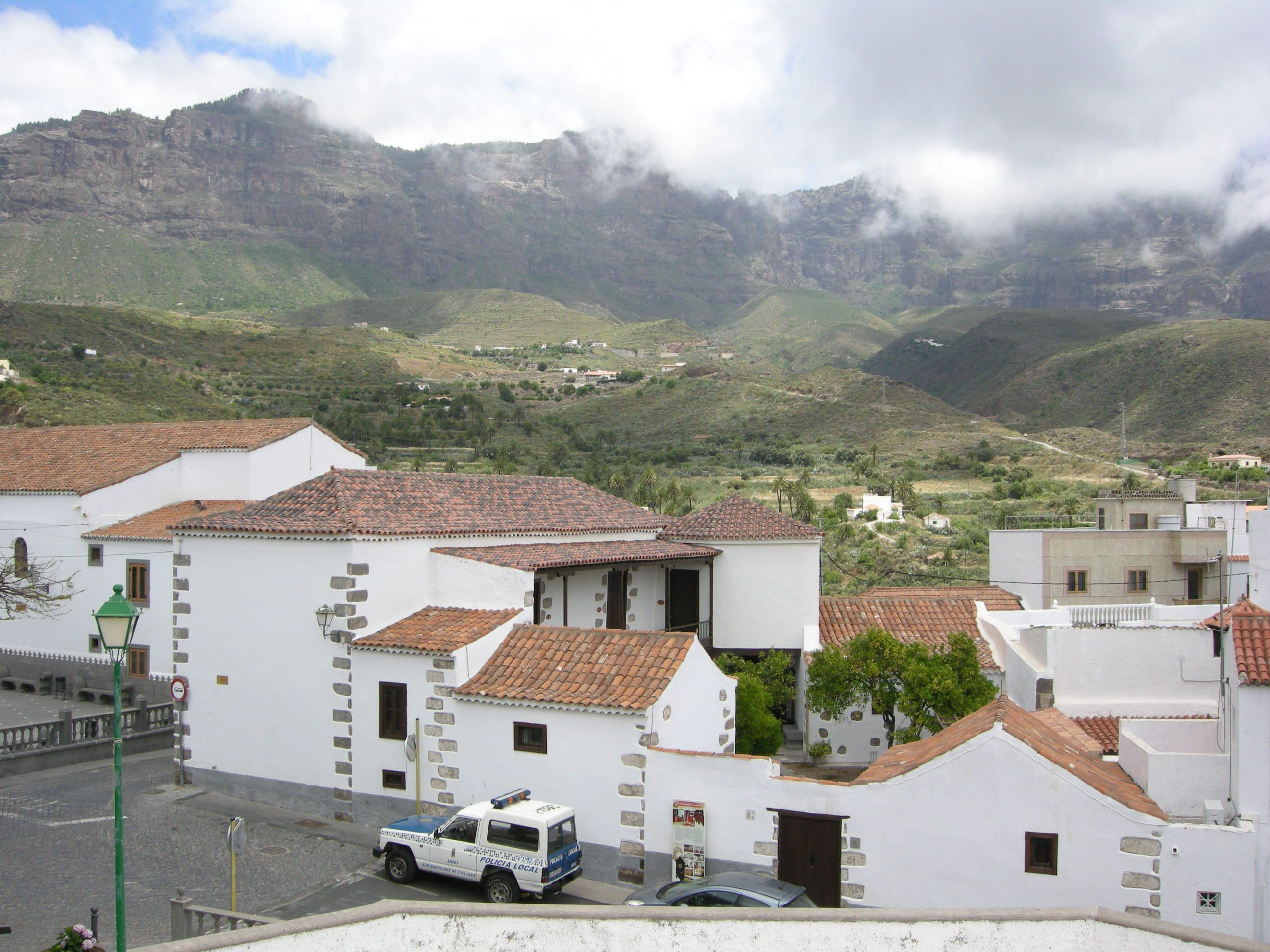
Kolonialregementet i Havanna var tilldelat Kanarieöarna som huvudrekryteringsområde.

### Ursprung
Regementets ursprung går tillbaka på ett kompani om 100 man under en kapten vilket bildades i Havanna 1515. 1590 kom detta kompani att  bilda kärnan i tropas presidiarias de la Habana om 300 man, som 1634 utökades till 400 man. 1719 bildades en bataljon om sju kompanier med 100 man i varje; ett av kompanierna var ett grenadjärkompani. Bataljonsstaben bestod av en bataljonschef med kompani, adjutant, kaplan, fältskär och bataljonstrumslagare. Varje kompani hade en kapten, en löjtnant, en underlöjtnant och en fänrik, två sergeanter, åtta korpraler, två trumslagare och 88 meniga.

### Regementsorganisation 1753
1753 utfärdade vicekonungen ett nytt reglemente för garnisonen i Havanna och dess fort, Santiago de Cuba, San Augustin de la Florida och San Marcos de Apalache. Den gamla bataljonen ombildades till ett regemente om fyra bataljoner, varje bataljon med sju kompanier. Staben bestod av en överste och en överstelöjtnant med kompani, fyra bataljonschefer, en major och en adjutant samt tre sekundadjutanter,  kaplan, fältskär och regementstrumslagare. Varje kompani bestod av kapten, löjtnant, underlöjtnant, fänrik, två sergeanter, fyra korpraler vid grenadjärerna och sju vid de övriga, 44 soldater vid de förra och 83 vid de senare. Eftersom regementet inte endast skulle garnisonera Santiago de Cuba utan även San Augustin och fortet vid Apalache, så stationerades 450 man under 300 dagar i Florida, under befäl av den bataljonschef varifrån styrkan kom.

### Omorganisation 1773
Vid de stora omorganisationerna som ägde rum efter den brittiska erövringen av Havanna 1762, minskades antalet bataljoner till två vilka skulle vara av samma styrka som de i moderlandet. Den andra bataljonen med överstelöjtnanten var stationerade utanför Havanna, medan första bataljonen med översten, majoren och andra bataljonens grenadjärer blev permanent stationerad i Havanna.  1777 tillkom två fysiljärkompanier per bataljon. 1790 tillkom en tredje bataljon, med undantag av två kompanier och staben, vilken kommenderades till New Orleans för ett år. 1815 återgick man till två bataljoner. 1818 införlivades med regementet ett tidigare avdelt jägarkompani, cazadores de Cuba. 1820 etablerades en fänika i Galicien i rekryteringssyfte.

### Enbataljonsförband 1828
1828 ombildades regementet till ett enbataljonsförband om 1000 man i åtta kompanier. Staben bestod av en chef med överstelöjtnants grad, en ställföreträdande chef med majors grad, en major, en adjutant med kapten av andra klassens grad, en sekundadjutant med löjtnants grad, en fanförare med underlöjtnants grad, en fanjunkare med underlöjtnants grad, regementstrumslagare, trumslagarkorpral, åtta fältmusikanter inklusive musikanföraren, två rustmästare och en skräddare. Vart och ett av de åtta kompanierna hade en kapten av första klassen, en av andra klassen, två löjtnanter, en underlöjtnant, en fältväbel, fyra sergeanter, åtta korpraler inklusive furiren, åtta vicekorpraler och en trumslagare.

## Rekrytering
Regementet skulle i första hand rekryteras från Kanarieöarna, om inte tillräckligt många rekryter kunde fås därifrån skulle det rekryteras bland spanjorerna i Mexiko. Inga andra än vita eller av nödvändighet castizos fick anställas. Svarta fick dock rekryteras som trumslagare. För att upprätthålla regementets styrka uppsattes 1719 en fänika (bandera) på Kanarieöarna, med en kapten samt sergeanter och korpraler för att rekrytera manskap. Ifall detta inte skulle räcka uppsattes andra i Mexiko och i Puebla de los Ángeles. Med hänsyn till rekryteringssvårigheterna tilläts varje kompani att rekrytera tjugo soldatsöner, härstammande från spanjorer, ogifta och inte engagerade i hantverk.